# 红巾军抗金起义
红巾军抗金起义，1127年（宋高宗建炎元年、金太宗天会五年），宋金战争中，河东义军于泽州（今山西省晋城市）、潞州（今山西省长治市）抗击金军的作战。红巾军为南宋初期名的抗金义军之一。
靖康之变后，金军占领河东、河北部分州县，掳掠残暴。两河（即河东路、河北路，今山西省、河北省中南部）民众组成忠义民兵，纷起反抗，袭扰金军营寨。1127年九月，河东忠义民兵以红巾为标志，号称红巾军，在泽州、潞州，攻打金朝左副元帅完颜宗翰大寨，完颜宗翰差一点被俘杀。后完颜宗翰多次听说各地营寨被袭，痛恨红巾军，令出兵捕拿。红巾军战时集中，散时隐藏于平民中，故金军每次出击都没有所获，常杀平民泄愤。